# 交给我
《交給我》（英語：Give It 2 Me）是美國女歌手瑪丹娜在2008年6月所發行的單曲，收錄於她第十一張錄音室專輯《娜式糖》（英語：Hard Candy）中，該單曲在美國單曲榜最高名次為第57名。

## 歌曲簡介
〈交給我〉由瑪丹娜和音樂創作高手菲董（Pharrell Williams）兩人共同譜寫編製，在電子合成器層層堆疊的音樂下，聽起來卻又層次分明，帶點龐克的快版主節奏，在間奏之後又在歌曲中融入Hip Hop風味，讓聽者不由自主的隨之起舞。〈交給我〉是一首標準的娜式電音舞曲，它在專輯《娜式糖》（英語：Hard Candy）當中算是耐聽度較高的一首舞曲。

## 商業成績
〈交給我〉是專輯《娜式糖》（英語：Hard Candy）所推出的第二首單曲，雖然上一首單曲〈4 Minutes〉拿下了第3名，但似乎並未影響到第二首單曲的成績。〈交給我〉在美國單曲榜最高名次僅獲得第57名，在榜內也只有停留1週的時間，不過它在舞曲榜則到達了榜首位置，成為瑪丹娜在該榜獲得的第39首冠軍單曲。〈交給我〉在英國單曲榜也進入了前十名，最高成績為第7名。